# Tansa
Tansa là một xã thuộc hạt Iași, România. Dân số thời điểm năm 2002 là 3078 người.